# کارینه میناسیان
کارینه آقاسی میناسیان (ارمنی: Կարինե Աղասի Մինասյան؛ انگلیسی: Karine Minasyan؛ زادهٔ ۲۹ اوت ۱۹۶۵) اقتصاددان و سیاستمدار اهل ارمنستان است.

## زندگی‌نامه
وی در ۲۹ اوت ۱۹۶۵ در ایروان به دنیا آمد و دانشگاه دولتی مدیریت فارغ‌التحصیل گشت. همچنین برندهٔ جوایزی همچون نشان دوستی خلق، مدال یادبود نخست‌وزیر ارمنستان (۲۰۱۴) و نشان آنانیا شیراکاتسی (۲۰۱۳) شده است.

## یادداشت
1. ↑  Հայաստանի Հանրապետության էկոնոմիկայի նախարարի առաջին տեղակալ
2. ↑  Հայաստանի Հանրապետության պետական եկամուտների կոմիտեի նախագահի առաջին տեղակալ